# Maurice Molho
Maurice Molho (Constantinoble 1922 - París 1995) fou un filòleg hispanista i catalanista de nacionalitat francesa.
Nascut en una família jueva sefardita de l'encara ciutat de Constantinoble en el penúltim any de l'Imperi Otomà, estudià a París de 1932 a 1940. Durant la Segona Guerra Mundial es traslladà a Espanya, on va poder demanar la nacionalitat espanyola atès que durant la dictadura de Primo de Rivera s'havia acordat que els sefardites hi tenien dret.
Establert a Barcelona, l'any 1946 es va llicenciar en Filologia Romànica. Traslladat a Madrid, en els anys següents es doctorà amb una tesi sobre els Furs de Jaca sota la direcció de Rafael Lapesa.
El 1949 tornà a França, on estudià amb Pierre Fouchè i Gustauve Guillaume. Fou lector de castellà a la Sorbona, professor agregat de l'Institut Hispànic de París, professor universitari a Bordeus i Llemotges, i catedràtic de llengua i literatura espanyoles a París. De 1977 a 1980 fou el primer director del Centre d'Études Catalanes de la Universitat de la Sorbona de París.
A més de la seva tesi doctoral sobre els Furs de Jaca, va publicar nombrosos estudis sobre llengua i literatura espanyoles i catalanes, com l'edició de les Homilies d'Organyà o la traducció de textos castellans com El Lazarillo de Tormes.